# 布什特諾
48°3′13″N 23°28′36″E / 48.05361°N 23.47667°E

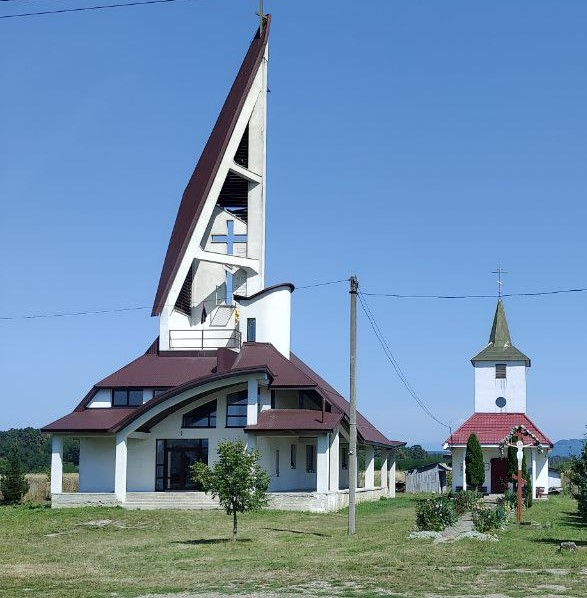
教堂

布什特諾（烏克蘭語：Буштино），是烏克蘭西部外喀爾巴阡州佳奇夫区布什特诺市镇内的市級鎮及其行政中心。始建於1357年，面積12平方公里，海拔高度200米，2012年人口8,634，人口密度每平方公里719人。